# Венера-11
Венера-11 је била совјетска аутоматска научно-истраживачка станица (вјештачки сателит) намијењена за истраживање планете Венере. Лансирана је 9. септембра 1978.

## Ток мисије
Венера-11 је била дио мисије истраживања Венере и међупланетарног простора, заједно са апаратом Венера-12. Обје летјелице су имале орбитални дио и дио за спуштање, и идентичне инструменте. Орбитални дио је носио инструменте за истраживање сунчевог вјетра, гама-зрака, ултравиолетне радијације и густине електрона у јоносфери Венере. Одсјек за спуштање је носио низ инструмената за истраживање атмосфере и облака, термометар, мјерач притиска и тако даље. Ушао је у атмосферу Венере 25. децембра 1978., и требало му је око 1 сат да се меко приземљи на површину планете.
Резултати су потврдили ранија мјерења, а уз то су нађени докази о постојању муња и грмљавине, откривен је угљен-моноксид на малим висинама и висок однос аргон Ar36/Ar40 хемијског елемента.

## Основни подаци о лету
- Датум лансирања: 9. септембар 1978.
- Ракета носач: Протон са додатим степенима
- Мјесто лансирања: Тјуратам, Бајконур
- Маса сателита (kg): 4940 укупно

## Галерија
- Поштанска марка посвећена лету Венере-11 и 12.